# Jonathan McCully

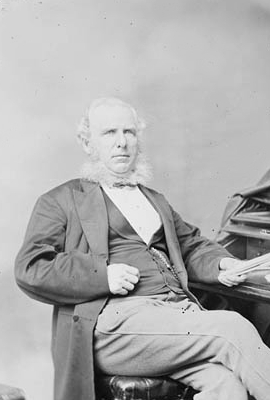
Jonathan McCully

Jonathan McCully (* 25. Juli 1809 in Cumberland County, Nova Scotia; † 2. Januar 1877 in Halifax) war ein kanadischer Politiker, Journalist und Richter. Als einer der Väter der Konföderation gehört er zu den Wegbereitern des 1867 gegründeten kanadischen Bundesstaates. Von 1867 bis 1870 war er Senator.

## Biografie
McCully, der Sohn eines Landwirts, gab nach seiner Schulzeit selbst Unterricht, um sein Rechtsstudium zu finanzieren. 1837 erhielt er die Zulassung als Rechtsanwalt und eröffnete in Amherst eine Kanzlei. Sein liberales Gedankengut verbreitete er mit Artikeln in der Wochenzeitung Acadian Recorder und auch im Halifax Morning Chronicle, der führenden liberalen Zeitung Nova Scotias. Er unterstützte publizistisch die Reformbestrebungen von Joseph Howe, woraufhin sich seine Partei revanchierte, indem sie McCully 1848 in das aus ernannten Mitgliedern bestehende Oberhaus der damaligen Kolonie berief. In diesem Amt blieb er die folgenden 19 Jahre.
Von 1853 bis 1857 war McCully als Nachlassrichter tätig, von 1854 bis 1857 gehörte er der Eisenbahnkommission an. Über die Jahre entwickelte sich McCully zum führenden Leitartikelschreiber des Halifax Morning Chronicle. Als Joseph Howe 1860 Premierminister wurde, ernannte er McCully zum Justizminister. Darüber hinaus führte er Verhandlungen über den Bau der Intercolonial Railway. 1864 nahm er an der Charlottetown-Konferenz und an der Québec-Konferenz teil, an denen über die Schaffung einer kanadischen Konföderation beraten wurde. 1866 war er auch an der Londoner Konferenz beteiligt.
Aufgrund seiner Pro-Konföderations-Haltung wurde McCully vom Chronicle entlassen, woraufhin er zwei Konkurrenzzeitungen erwarb und sie zum Unionist and Halifax Journal vereinigte. Seine Artikel führten einen Meinungsumschwung herbei und das Parlament nahm den Vereinigungsvertrag an. Der kanadische Premierminister John Macdonald ernannte McCully im November 1867 zum Senator. Knapp drei Jahre später trat er zurück und war bis zu seinem Tod als Richter des Obersten Gerichtshofes von Nova Scotia tätig.
Am 29. Mai 1939 ehrte die kanadische Regierung McCully für sein Wirken und erklärte ihn zu einer „Person von nationaler historischer Bedeutung“.